# Corneuil
Corneuil település Franciaországban, Eure megyében. Lakosainak száma 617 fő (2018. január 1.). Corneuil Chavigny-Bailleul és Buis-sur-Damville községekkel határos.

## Népesség
A település népességének változása:
| Lakosok száma | 254  | 224  | 302  | 351  | 385  | 459  | 502  | 551  | 611  | 617  |
|               | 1962 | 1968 | 1982 | 1990 | 1999 | 2008 | 2011 | 2013 | 2017 | 2018 |